# Mateo Kedžo
Mateo Kedžo (Spalato, 6 settembre 1984) è un cestista croato.

## Palmarès
- Campionato croato: 1

Spalato: 2002-03
- Coppa di Croazia: 1

Spalato: 2004
- Coppa di Estonia: 1

Kalev/Cramo: 2008